# Сужение функции
Сужение функции на подмножество {\displaystyle X} её области определения {\displaystyle D\supset X} — функция с областью определения {\displaystyle X}, совпадающая с исходной функцией на всём {\displaystyle X}.
Сужение функции {\displaystyle f} на {\displaystyle X} обычно обозначается {\displaystyle f|_{X}} или {\displaystyle f|X}.
Так, для {\displaystyle f:A\to B}, и {\displaystyle X\subset A}, {\displaystyle g=f|_{X}} означает, что {\displaystyle g:X\to B} и {\displaystyle g(x)=f(x)} для любого {\displaystyle x\in X}.

## Определение
Пусть дано отображение {\displaystyle f\colon X\to Y} и {\displaystyle M\subset X}.
Функция {\displaystyle g\colon M\to Y}, которая принимает на {\displaystyle M} те же значения, что и функция {\displaystyle f}, называется суже́нием (или, иначе ограничением) функции {\displaystyle f} на множество {\displaystyle M}.

## Вариации и обобщения
- Наиболее общее определение сужения реализуется в контексте пучков[уточнить].
- Для функции {\displaystyle f:A\to B} рассматривают также сужение на подмножество {\displaystyle A\times B}

## Продолжение
Если функция {\displaystyle g\colon M\to Y} такова, что она является сужением для некоторой функции {\displaystyle f\colon X\to Y}, то функция {\displaystyle f}, в свою очередь, называется продолжением функции {\displaystyle g} на множество {\displaystyle X}.
Имея некоторую функцию {\displaystyle f\colon X\to Y}, её можно продолжить бесконечным числом способов на множество {\displaystyle M\supset X}, в том числе непрерывным образом. Однако, если функция {\displaystyle f} — аналитическая функция в {\displaystyle X}, то существует единственное аналитическое продолжение на {\displaystyle M}.